# Grabungstechniker

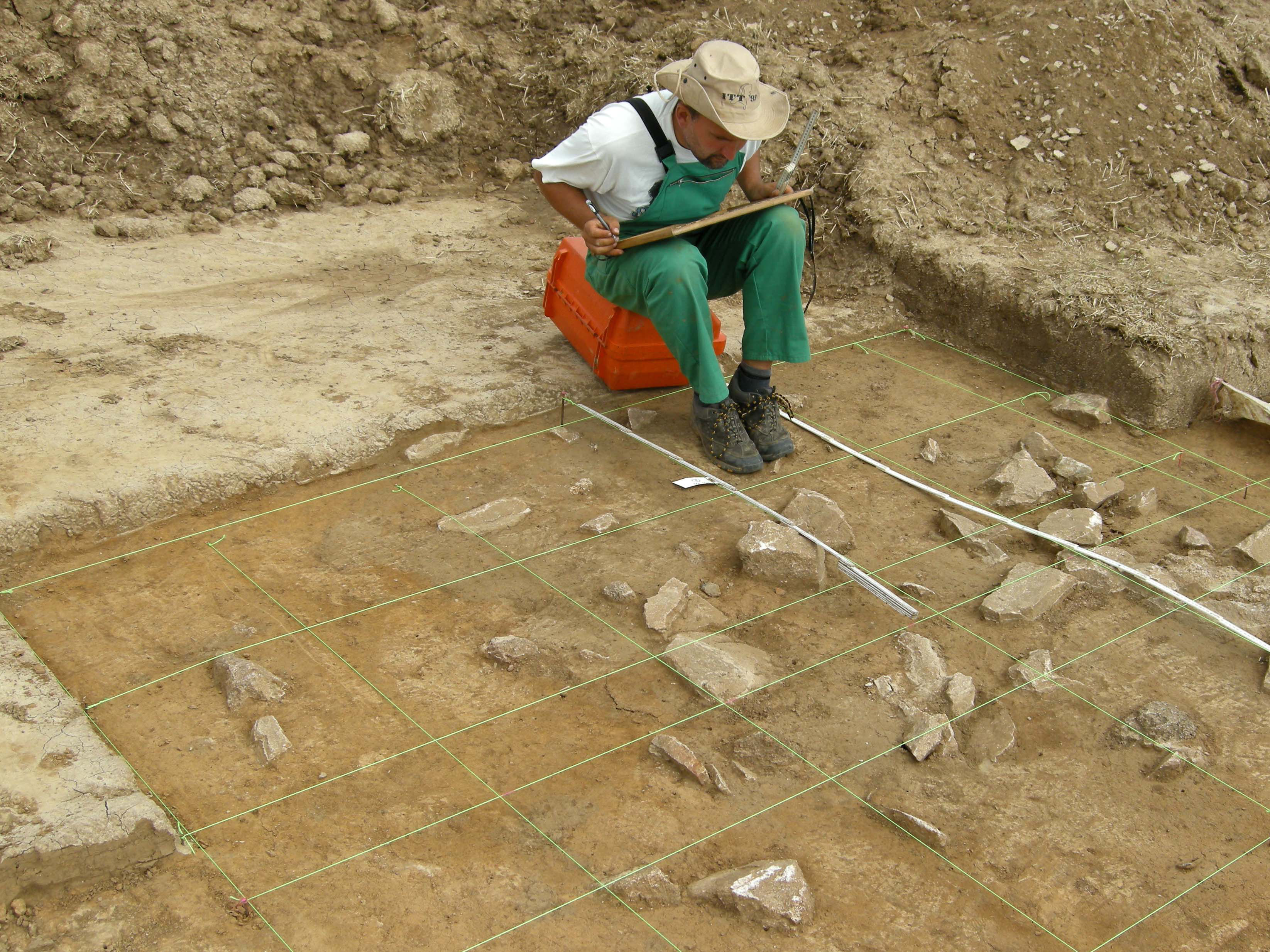
Grabungstechniker bei der Dokumentationsarbeit

Grabungstechniker (auch Ausgrabungsingenieur, früher Grabungsmeister oder Restaurator auf Ausgrabungen (in der DDR)) sind speziell geschultes Fachpersonal auf archäologischen, seltener auch auf paläontologischen Ausgrabungen. Sie sind bei einer Denkmalbehörde oder der Kantonsarchäologie beschäftigt, an Lehr- und Forschungsinstituten, bei privaten Grabungsunternehmen oder freiberuflich tätig.

## Berufsbild
Die Tätigkeit der Grabungstechniker besteht vorrangig aus der technischen Leitung archäologischer Ausgrabungen oder einzelner Abschnitte davon. Sie sind sowohl auf dem Gebiet der Bodendenkmalpflege, als auch in der archäologischen Forschung tätig. Als Projektleiter sind sie für die Vorbereitung, Durchführung und Überwachung von archäologischen Ausgrabungen sowie für die archivgerechte Aufarbeitung der Dokumentationsunterlagen, Funde und naturwissenschaftlichen Proben zuständig. Sie setzen in enger Zusammenarbeit mit der wissenschaftlichen Grabungsleitung die vorgegebenen Fragestellungen technisch um. Schwerpunkte der Tätigkeit sind die Festlegung der Grabungsmethode und Strategie, die Grabungsvermessung, die Grabungsdokumentation in schriftlicher, zeichnerischer und fotografischer Form sowie die sachgemäße Bergung von Fundgut. Derzeit vollzieht sich ein Wandel von manuellen Dokumentationsmethoden hin zu digitalen Verfahren und damit einhergehend eine Verkürzung der Geländearbeit zugunsten einer aufwändigen Nachbereitung der digitalen Datenbestände. Einen neuerdings immer wichtiger gewordenen Arbeitsschwerpunkt stellt die Erhebung und Bereitstellung von archäologischen Geodaten dar, welche die wissenschaftliche und datentechnische Grundlage für Geoinformationssysteme (GIS) bildet.
Grabungstechniker arbeiten selbstständig, alleine oder in Teams, oft im Freien, zu jeder Jahreszeit und Wetterlage. Ihre große Verantwortung ergibt sich aus der Tatsache, dass jede Grabung zu einer Zerstörung der betreffenden archäologischen Fundstelle führt. Dies setzt neben den handwerklich-technischen Voraussetzungen ein breites archäologisches Hintergrundwissen voraus. Beides zusammen ist nur durch langjährige Erfahrungen zu erzielen.

## Aus- und Fortbildung

### Deutschland
In Deutschland führen zwei Bildungswege zum Grabungstechniker, die allgemein als gleichwertig eingestuft werden. Die Fortbildung zum Grabungstechniker erfolgt in der Bundesrepublik  Deutschland nach dem sogenannten „Frankfurter Modell“ es ist ein auf Basis einer abgeschlossenen einschlägigen (handwerklich-technischen) Berufsausbildung bestehende dreijährige Fortbildung an einem archäologischen Landesamt. Schulische Voraussetzung ist, je nach Bildungsanbieter, ein Hauptschulabschluss oder ein mittlerer Bildungsabschluss. Auch besteht die Möglichkeit, Grabungstechnik an einer Fachhochschule zu studieren, derzeit (Stand 2020) wird ein solches Studium nur an der Hochschule für Technik und Wirtschaft Berlin angeboten. Aufgrund der verschiedenen Strukturen der Denkmalpflege und der föderal unterschiedlichen Gesetzeslage, sind Fortbildungsplätze für den geprüften Grabungstechniker lediglich in den Bundesländern Baden-Württemberg, Rheinland-Pfalz sowie beim Landschaftsverband Westfalen-Lippe (LWL) angeboten worden. Damit kann durch eine intern geregelte berufliche Weiterbildung an Landesämtern für Denkmalpflege, die in Vollzeit drei Jahre dauert der Beruf des Grabungstechnikers erlernt werden.

#### Akademische Ausbildung
Es besteht die Möglichkeit, Grabungstechnik an der Hochschule für Technik und Wirtschaft Berlin (HTW) zu studieren. Der vormalige Diplomstudiengang Konservierung/Restaurierung und Grabungstechnik wird im Zuge des Bologna-Prozesses als zweistufiger Studienabschluss angeboten. Dabei wird zunächst der akademische Grad des Bachelors erworben und darauf aufbauend kann ein Master-Studium absolviert werden. Ferner bietet die Universität Tübingen eine Ausbildung zum Techniker für Archäologiewissenschaften („Archäotechniker“) an.

#### Praktische Fortbildung
Die Fortbildung zum geprüften Grabungstechniker erfolgt in Deutschland nach dem sog. „Frankfurter Modell“, das auf Basis einer abgeschlossenen Berufsausbildung im handwerklich-technischen Bereich eine dreijährige Fortbildung an einem archäologischen Landesamt beinhaltet. Die Prüfung findet zentral in Frankfurt vor Vertretern der Römisch-Germanischen Kommission des Deutschen Archäologischen Instituts, des Verbandes der Landesarchäologen in der Bundesrepublik Deutschland e. V. und von diesen berufenen Grabungstechnikern statt.

### Schweiz
In der Schweiz führt die Konferenz Schweizerischer Kantonsarchäologen (KSKA) gemeinsam mit der Vereinigung des Archäologisch-Technischen Grabungspersonals (VATG) die Berufsprüfung Archäologischer Grabungstechniker durch. Diese praxisorientierte Qualifizierung richtet sich an Personen, welche schon mehrere Jahre in der Archäologie tätig sind und die Absicht haben, sich eine höhere berufliche Qualifikation im Bereich Grabungstechnik anzueignen. Die Prüfung ist gebührenpflichtig und führt bei erfolgreichem Abschluss zu dem geschützten Titel „Archäologischer Grabungstechniker mit eidgenössischem Fachausweis“.

### Großbritannien
In Großbritannien bieten zahlreiche Hochschulen Studiengänge im Bereich „practical archeology“ oder „fieldarcheology“, häufig jedoch erst als postgraduale Studienmöglichkeit im Rahmen eines Masterstudiums.

### Ausbildungsstätten in Deutschland
- Studienschwerpunkt Grabungstechnik an der Hochschule für Technik und Wirtschaft Berlin
- Kommission Grabungstechnik im Verband der  Landesarchäologen

### Ausbildungsstätten in der Schweiz
- VATG – Vereinigung des Archäologisch-Technischen Grabungspersonals